# Cercartetus nanus
Pour les articles homonymes, voir Phalanger et Phalanger (homonymie).
Espèce
Statut de conservation UICN

LC  : Préoccupation mineure
Répartition géographique
Le phalanger pygmée (Cercartetus nanus; en anglais : The  Eastern Pygmy Possum) est une espèce de marsupiaux vivant dans le sud-est de l'Australie.

## Répartition
On le trouve depuis le sud du Queensland jusqu'à l'est de l'Australie-Méridionale et en Tasmanie.

## Habitat
On le rencontre dans des habitats variés comme la forêt tropicale, la forêt sclérophylle, les régions boisées et les landes.

## Description
Cette espèce est très petite, pesant de 15 à 43 grammes et ayant une longueur du corps entre 70 et 110 millimètres. Il est de couleur marron clair au-dessus et blanc au-dessous avec de grandes oreilles pointées vers l'avant et une longue, presque nue, queue préhensile.

## Comportement
C'est un grimpeur actif. Il utilise sa pointe de la langue en forme de brosse pour se nourrir de nectar et de pollen, en particulier de Banksia, Eucalyptus et Callistemon. Il consomme aussi des insectes, et mange des fruits mous quand les fleurs ne sont pas disponibles. C'est un animal solitaire qui s'abrite, le plus souvent, dans des creux d'arbres et de souches, des nids d'oiseaux abandonnés et des taillis. Pendant l'hiver, il entre en torpeur.

## Reproduction
La femelle a généralement quatre, parfois 5 jeunes. Les jeunes vont rester dans sa poche marsupiale pendant un maximum de 6 semaines.

## Galerie

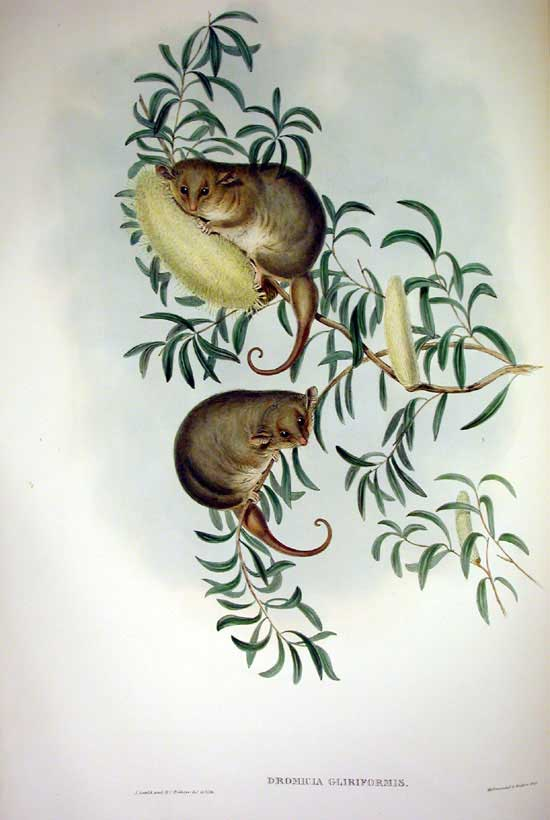
Planche zoologique